# Matthew Denver
Matthew Rombach Denver, född 21 december 1870 i Wilmington i Ohio, död 13 maj 1954 i Wilmington i Ohio, var en amerikansk demokratisk politiker. Han var ledamot av USA:s representanthus 1907–1913. Han var son till James W. Denver.
Matthew Denver utexaminerades 1892 från Georgetown University. År 1907 efterträdde han Thomas E. Scroggy som kongressledamot och efterträddes 1913 av Simeon D. Fess. Han avled 1954 och gravsattes på Sugar Grove Cemetery i Wilmington.